# Griselda (Vivaldi)
Griselda és una òpera en tres actes d'Antonio Vivaldi (RV 718), segons un llibret d'Apostolo Zeno revisat per Carlo Goldoni. Va ser estrenada el 18 de maig de 1735 al Teatro San Samuele de Venècia.
Seguint el costum de l'època, un mateix llibret era musicat per diferents compositors tot retocant-lo i adaptant-lo als seus capricis i conveniències i les dels principals cantants. El jove Carlo Goldoni va ser l'escriptor elegit per dur a terme la tasca.
El llibret sobre el qual es basa aquesta òpera va ser musicat per primer cop per Antonio Pollarolo el 1701; i posteriorment per Antonio Maria Bononcini (1718), Alessandro Scarlatti (1721), Giovanni Battista Bononcini (1722) i Tomaso Albinoni (1728).
El 1735 Vivaldi, amb 47 anys i més de vint òperes compostes, estava en plena maduresa, però no havia aconseguit estrenar en cap dels grans escenaris de la seva ciutat natal: les seves òperes venecianes havien cobrat vida sempre en un teatre secundari. I va ser llavors quan Michiele Grimani, membre de la noble família propietària dels teatres de San Giovanni Grisostomo i San Samuele, li va oferir representar en aquest últim.
L'argument, basat en el Decameró de Giovanni Boccaccio, parla d'un rei de Tesàlia, Gualtiero, que s'ha casat amb una humil pastora, Griselda, topant-se amb la incomprensió i intransigència del seu mateix poble, que rebutja el desigual casori. L'argument és el típic d'una opera seria, amb embolics diversos que permeten desenvolupar i explotar una gamma variada de situacions i sentiments. I Vivaldi es va comprometre a fons, jugant amb l'orquestra, teixint un tapís instrumental complex i refinat i elaborant algunes de les àries més endiablades, belles i expressives del seu enorme repertori.
La primera actuació moderna de l'òpera va ser en concert l'11 de maig de 1978 al Festival Anglès de Bach amb John Eliot Gardiner com a director. L'òpera es va estrenar al Regne Unit el 23 de juliol de 1983 com a part del Festival de Buxton, mentre que als Estats Units no es va presentar fins al 2000.
Avui en dia, Griselda es representa rarament, però va ser una de les presentacions de la temporada de festivals 2011 de The Santa Fe Opera. Pinchgut Opera (Sydney) va fer quatre representacions de novembre a desembre de 2011 al City Recital Hall i al Teatre Municipal de Rio de Janeiro el juny de 2012 en forma de concert amb Francesconi, Franco, Nardotto, Bitar, Christensson i Faria dirigits per Marco Pace. Dues àries de l'òpera s'han convertit en peces de concert populars amb cantants com Cecilia Bartoli i Simone Kermes. Aquests són "Agitata da due venti" de l'acte 2 i "Dopo un'orrida procella" de l'acte 3.
El 12 d'octubre de 2019, l'Òpera Nacional Irlandesa va organitzar una producció de l'obra al Teatre Municipal de Galway. Aquesta va ser la primera representació d'una òpera de Vivaldi a Irlanda.

## Rols
| Role                                                                    | Tipus de veu          | Primer Casting, 18 May 1735 |
| ----------------------------------------------------------------------- | --------------------- | --------------------------- |
| Gualtiero, Rei de Tessàlia                                              | tenor                 | Gregorio Babbi              |
| Griselda, esposa de Gualtiero                                           | contralt              | Anna Girò                   |
| Costanza, la seva filla, desconeguda per Griselda, enamorada de Roberto | soprano               | Margherita Giacomazzi       |
| Roberto, un príncep atenès, enamorat de Costanza                        | soprano castrat       | Gaetano Valletta            |
| Ottone, un noble de Tessàlia                                            | soprano castrat       | Lorenzo Saletti             |
| Corrado, Germà de Roberto, amic de Gualtiero                            | soprano (en travesti) | Elisabetta Gasparini        |
| Everardo, fill de Gualterio i Griselda                                  | silenciós             | Desconegut                  |

## Sinopsi
Acte 1
Anys abans que comencés l'acció, Gualtiero, rei de Tessàlia, s'havia casat amb una pobre pastora, Griselda. El matrimoni va ser profundament impopular entre els súbdits del rei i quan va néixer una filla, Costanza, el rei va haver de fingir que la mataven mentre l'enviava en secret perquè fos educada pel príncep Corrado d'Atenes. Ara, després que el recent naixement d'un fill hagi provocat una altra rebel·lió dels tessalians contra Griselda com a reina, Gualtiero es veu obligat a acomiadar-la i es compromet a prendre una nova esposa. La núvia proposada és, de fet, Costanza, que desconeix la seva veritable filiació i desconeguda per a Griselda. Està enamorada del germà petit de Corrado, Roberto, i la idea de veure's obligada a casar-se amb Gualtiero la porta a la desesperació.
Acte 2
Costanza canta els seus afectes esquinçats (promesa amb Gualtiero però enamorada de Roberto) a l'ària de coloratura Agitata da due venti. Griselda torna a casa seva al camp, on és perseguida pel malvat cortesà Ottone, que està completament enamorat d'ella i ha fomentat subreptíciament els aixecaments populars per tal de descarrilar el seu matrimoni. Ella rebutja amb ràbia els seus avenços. Gualtiero i els seus seguidors surten a caçar i es troben amb la cabana de Griselda. Gualtiero frustra un intent d'Ottone de segrestar Griselda i la permet tornar a la cort, però només com a esclava de Costanza.
Acte 3
Ottone encara persegueix decididament Griselda i, Gualtiero li promet la seva mà tan bon punt ell mateix s'hagi casat amb Costanza. Griselda es nega absolutament i declara que preferiria morir. En aquest punt, Gualtiero l'abraça després d'haver demostrat la seva virtut al poble rebel, i la torna a prendre com a dona. Gualtiero i Corrado revelen la veritable identitat de Costanza, Ottone és perdonat i la noia es permet casar-se amb Roberto.

## Enregistraments
| Any  | Casting (Griselda, Gualtiero, Roberto, Costanza, Ottone, Corrado)                                     | Director, Opera House and Orchestra      | Segell                           |
| ---- | --- | ---------------------------------------- | -------------------------------- |
| 2006 | Marie-Nicole Lemieux Steffano Ferrari Philippe Jaroussky Verónica Cangemi Simone Kermes Iestyn Davies | Jean-Christophe Spinosi Ensemble Matheus | Audio CD: naïve                  |
| 2008 | Marion Newman Giles Tomkins Lynne McMurtry Carla Huhtanen Colin Ainsworth Nedecky                     | Kevin Mallon Aradia Ensemble             | Audio CD: Naxos Cat: 8.660211-13 |
| 2011 | Caitlin Hulcup Christopher Saunders Tobias Cole Miriam Allan David Hansen Russell Harcourt            | Erin Helyard Pinchgut Opera              | Audio CD: Pinchgut Opera         |

## Enllaços externx
- Libretto (Italià + Anglès traducció